# Hans Strobel (Volkskundler)
Hans Strobel (* 28. November 1911 in Heinersreuth; † 24. Dezember 1944 in Cherain) war ein deutscher Volkskundler und seit 1941 Leiter des Amtes „Volkskunde und Feiergestaltung“ im Amt Rosenberg.
Strobel war Mitglied der NSDAP (seit 1. Dezember 1930, Mitgliedsnummer 387.719) und der SS (seit 1. Januar 1931, Mitgliedsnummer 15.590).
Er wurde 1933 an der Universität Erlangen promoviert.
Er war Nationalsozialist, der Volkskunde unter völkisch-wissenschaftlichen Gesichtspunkten betrieb. Er leitete ab 1937 die Abteilung Schulung in der Arbeitsgemeinschaft für deutsche Volkskunde und schrieb in der Spielschar, einer von der Reichsjugendführung der NSDAP herausgegebenen Zeitschrift für die Feier- und Freizeitgestaltung, über dieses Thema. Er versuchte, alle christlichen Elemente im Brauchtum zu negieren und attackierte die „konfessionelle“ Volkskunde. Dies gipfelte 1933 in einer Auseinandersetzung zwischen Strobel und dem Münchner Erzbischof, Michael Kardinal von Faulhaber. Faulhaber war der Meinung, dass von einer eigentlichen Kultur der vorchristlichen Germanenzeit nach Tacitus nicht die Rede sein könne. Für Strobel hingegen hing die Grundbedeutung der Fasnacht mit der Fruchtbarkeit zusammen.
Strobel war Leiter des Sonderstabs Volkskunde im Einsatzstab Reichsleiter Rosenberg. Er fiel am 24. Dezember 1944 im Rang eines SS-Untersturmführers während der Ardennenoffensive.
Nach Kriegsende wurden mehrere Schriften Strobels in der Sowjetischen Besatzungszone auf die Liste der auszusondernden Literatur gesetzt.

## Schriften
- Die Flurnamen von Heinersreuth. Ein Beitrag zur ostfränkischen Volkskunde. Erlangen, Palm & Enke 1934 (= Dissertation).
- Brauchtum und Sitte des deutschen Volkes. Langensalza, Beyer 1936.
- Bauernbrauch im Jahreslauf. Leipzig, Koehler & Amelang 1936.
- Tracht und Mode. In: Nationalsozialistische Monatshefte Heft 92, 8. Jg., 1937, S. 970–984.
- Volksbrauch und Weltanschauung. Stuttgart; Berlin, Truckenmüller 1939.
- Germanisches Erbe im deutschen Brauchtum. In: Ernst Otto Thiele (Bearb.): Das germanische Erbe in der deutschen Volkskultur. Die Vorträge des 1. Deutschen Volkskundetages zu Braunschweig, Herbst 1938, München: Hoheneichen 1939, S. 112–137.
- Germanisches Erbe im deutschen Brauchtum. In: Das germanische Erbe in der deutschen Volkskultur. Bearb. v. E. O. Thiele, München 1939, S. 112–137.
- Erbe und Erneuerung. Volkskundliche Beiträge zu weltanschaulichen Fragen unserer Zeit. München, Eher 1943.